# 米歇尔·奥恩
米歇尔·纳伊姆·奥恩（阿拉伯語：ميشال نعيم عون，羅馬化：Mishal Naeim Eawn，黎巴嫩阿拉伯語發音：[miˈʃæːl naˈʕiːm ʕawn]；1933年9月30日—），是一名黎巴嫩軍人及政治人物，2016年10月31日至2022年10月30日擔任黎巴嫩总统。在其卸任後，因黎巴嫩議會未能選出繼任者而出現了長達2年多的權力真空，直至2025年1月9日選出约瑟夫·奥恩為新總統。

## 生平
米歇尔·奥恩于1935年出生在黎巴嫩贝鲁特南郊一户中产阶级基督教马龙派家庭，他从小就想成为一名军人。大学毕业后于1955年考入军事学院，1958年以炮兵军官身份毕业，之后被派往法国学习炮兵专业知识。1966年和1978年，奥恩前往法国查龙苏·马尼大学和美国俄克拉荷马福特·希尔大学进修。
1978年到1980年，奥恩在戴高乐军事学院接受军事培训。1980年学成回国后被任命为防务旅旅长，1982年受命组建黎巴嫩武装部队第8机械化步兵旅并任旅长，同国内的穆斯林武装派别以及叙利亚军队作战。
黎巴嫩內戰末期，奧恩曾在1988年9月22日至1990年10月13日出任有争议的政府总理和共和国总统，并且於1989年3月14日宣布對敘利亞軍隊進行「解放戰爭」。
1989年12月，黎巴嫩總統埃利亚斯·赫拉维解除奧恩的黎巴嫩軍隊總司令職務，奧恩拒絕接受，武装冲突再次爆发。1990年10月，敘利亞軍隊攻擊被奧恩佔據的總統府，奧恩進入法國駐黎巴嫩使館避難。1991年8月流亡法國。
1999年1月，黎巴嫩时任总理拉菲克·哈里里宣布，奥恩可以返回黎巴嫩且不会受逮捕，但奥恩直至2005年４月叙利亚从黎巴嫩撤军后，才于当年５月返回黎巴嫩，他随即参加了议会选举并当选议员。此后的十年间他一直担任黎巴嫩基督教政党“自由爱国运动”主席，2009年再次当选议员。
2016年10月31日黎巴嫩国民议会举行总统选举投票，基督教政党“自由爱国运动”创始人、议员米歇尔·奥恩当选新一任总统。
米歇尔·奥恩已婚，有三个女儿。